# Filmografija Garyja Oldmana
Filmografija engleskog kazališnog i filmskog glumca i redatelja Garyja Oldmana.

## Filmografija

### Film
| Godina | Film                                 | Uloga                              | Bilješke                         |
| ------ | ------------------------------------ | ---------------------------------- | -------------------------------- |
| 1982.  | Remembrance                          | Daniel                             |                                  |
| 1983.  | Međuvrijeme                          | Coxy                               |                                  |
| 1985.  | Honest, Decent & True                | Derek Bates                        |                                  |
| 1986.  | Sid i Nancy                          | Sid Vicious                        |                                  |
| 1987.  | Naćulite uši                         | Joe Orton                          |                                  |
| 1988.  | Track 29                             | Martin                             |                                  |
| 1988.  | We Think the World of You            | Johnny                             |                                  |
| 1989.  | Criminal Law                         | Ben Chase                          |                                  |
| 1989.  | Chattahoochee                        | Emmett Foley                       |                                  |
| 1990.  | Rosencrantz i Guildenstern su mrtvi  | Rosencrantz                        |                                  |
| 1990.  | Odabrani                             | Jackie Flannery                    |                                  |
| 1990.  | Henry i June                         | Pop                                | Pod pseudonimon Maurice Escargot |
| 1991.  | JFK                                  | Lee Harvey Oswald                  |                                  |
| 1992.  | Drakula                              | Grof Drakula                       |                                  |
| 1993.  | Prava romansa                        | Drexl Spivey                       |                                  |
| 1993.  | Romeo krvari                         | Jack Grimaldi                      |                                  |
| 1994.  | Léon Profesionalac                   | Norman Stansfield                  |                                  |
| 1994.  | Moja besmrtna ljubav                 | Ludwig van Beethoven               |                                  |
| 1995.  | Ubojstvo s nakanom                   | Milton Glenn                       |                                  |
| 1995.  | Grimizno slovo                       | Propovjednik Arthur Dimmesdale     |                                  |
| 1996.  | Basquiat                             | Albert Milo                        |                                  |
| 1997.  | Peti element                         | Jean-Baptiste Emmanuel Zorg        |                                  |
| 1997.  | Air Force One                        | Egor Korshunov                     |                                  |
| 1997.  | Nil by Mouth                         |                                    | scenarist/redatelj               |
| 1998.  | Izgubljeni u svemiru                 | Dr. Zachary Smith                  |                                  |
| 1998.  | Čarobni mač                          | Sir Ruber                          | Glas                             |
| 2000.  | Kandidat                             | Rep. Sheldon Runyon                | Izvršni producent                |
| 2000.  | Monsignor Renard                     |                                    |                                  |
| 2001.  | Usred Prijevare                      | Buford Hill                        |                                  |
| 2001.  | Hannibal                             | Mason Verger                       |                                  |
| 2002.  | Cesta broj 60                        | O. W. Grant                        |                                  |
| 2002.  | The Hire: Beat the Devil             | The Devil                          | Kratkometražni film              |
| 2003.  | Male radosti života                  | Rolfe                              |                                  |
| 2003.  | Grijeh                               | Charlie Strom                      |                                  |
| 2004.  | Harry Potter i zatočenik Azkabana    | Sirius Black                       |                                  |
| 2004.  | Who's Kyle?                          | Scouse                             |                                  |
| 2005.  | Batman Begins                        | James Gordon                       |                                  |
| 2005.  | Harry Potter i Plameni pehar         | Sirius Black                       |                                  |
| 2005.  | Dead Fish                            | Lynch                              |                                  |
| 2006.  | The Backwoods                        | Paul                               |                                  |
| 2007.  | Harry Potter i Red feniksa           | Sirius Black                       |                                  |
| 2008.  | Vitez tame                           | James Gordon                       |                                  |
| 2009.  | Izgubljena duša                      | Rabi Joseph Sendak                 |                                  |
| 2009.  | Rain Fall                            | William Holtzer                    |                                  |
| 2009.  | Božićna priča                        | Tiny Tim/Bob Cratchit/Jacob Marley | Glas                             |
| 2009.  | Planet 51                            | General Grawl                      | Glas                             |
| 2010.  | Knjiga iskupljenja                   | Carnegie                           |                                  |
| 2010.  | Countdown to Zero                    | Narator                            | Samo u prologu                   |
| 2010.  | One Night in Turin                   | Narator                            |                                  |
| 2011.  | Crvenkapica                          | Otac Solomon                       |                                  |
| 2011.  | Kung Fu Panda 2                      | Lord Shen                          | Glas                             |
| 2011.  | Harry Potter i Darovi smrti - 2. dio | Sirius Black                       |                                  |
| 2011.  | Dečko, dama, kralj, špijun           | George Smiley                      |                                  |
| 2011.  | Guns, Girls and Gambling             | Elvis                              |                                  |
| 2012.  | Vitez tame: Povratak                 | James Gordon                       |                                  |
| 2012.  | Bez zakona                           | Floyd Banner                       |                                  |
| 2013.  | Paranoja                             | Nicolas Wyatt                      |                                  |
| 2014.  | RoboCop                              | Dr. Dennett Norton                 |                                  |
| 2014.  | Planet majmuna: Revolucija           | Dreyfus                            |                                  |
| 2015.  | Dijete 44                            | Timur Nestorov                     |                                  |
| 2015.  | Man Down                             | Captain Peyton                     |                                  |
| 2015.  | Criminal                             |                                    |                                  |

### Televizija
| Godina | Film           | Uloga               | Bilješke                                              |
| ------ | -------------- | ------------------- | ----------------------------------------------------- |
| 1984   | Dramarama      | Ben                 | Episoda: "On Your Tod"                                |
| 1984   | Morgan's Boy   | Colin               |                                                       |
| 1985   | Summer Season  | Gary                | Episoda: "Rachel and the Roarettes"                   |
| 1989   | The Firm       | Clive "Bex" Bissell | Televizijski film                                     |
| 1991   | Heading Home   | Ian Tyson           | Televizijski film                                     |
| 1993   | Fallen Angels  | Pat Keiley          | Episoda: "Dead End for Delia"                         |
| 1999   | Isus           | Poncije Pilat       | Televizijski film                                     |
| 2001   | Prijatelji     | Richard Crosby      | Episoda: "The One with Monica and Chandler's Wedding" |
| 2002   | Greg the Bunny | Sam sebe            | Episoda: "Piddler on the Roof"                        |

### Videoigre
| Godina | Naziv                                             | Uloga                                         | Bilješke                                            |
| ------ | ------------------------------------------------- | --------------------------------------------- | --------------------------------------------------- |
| 1993   | Bram Stoker's Dracula                             | Grof Dracula                                  | Pinball/Fliper                                      |
| 1998   | Peti element (videoigra)                          | Jean-Baptiste Emmanuel Zorg                   |                                                     |
| 2003   | Medal of Honor: Allied Assault                    | Sgt. Jack Barnes                              |                                                     |
| 2003   | True Crime: Streets of LA                         | Rasputin "Rocky" Kuznetskov / Agent Masterson |                                                     |
| 2006   | The Legend of Spyro: A New Beginning              | Ignitus                                       |                                                     |
| 2007   | The Legend of Spyro: The Eternal Night            | Ignitus                                       |                                                     |
| 2008   | The Legend of Spyro: Dawn of the Dragon           | Ignitus                                       |                                                     |
| 2008   | Call of Duty: World at War                        | Sgt. Viktor Reznov                            |                                                     |
| 2010   | Call of Duty: Black Ops                           | Captain. Viktor Reznov / Dr. Daniel Clarke    |                                                     |
| 2012   | Call of Duty: Black Ops II                        | Viktor Reznov                                 | Uncredited/Glasovni isječci preuzeti iz prošle igre |
| 2014   | Professor Layton vs. Phoenix Wright: Ace Attorney | Narator                                       |                                                     |

## Vanjske poveznice
- Gary Oldman u internetskoj bazi filmova IMDb-u (engl.)